# 린제이 바틸슨
린제이 바틸슨(Lynsey Bartilson, 1983년 7월 1일 ~ )은 미국의 배우, 텔레비전 배우, 영화배우, 성우이다.

## 방송
- 파티 오브 파이브 시즌5

## 영화
- 배드 루미스 (2015년)
- 스트럭 (2008년)
- 요절복통 70 쇼 (1998년)
- 미시즈 산타 클로스 (1996년)